# Quảng trường Ba Đình

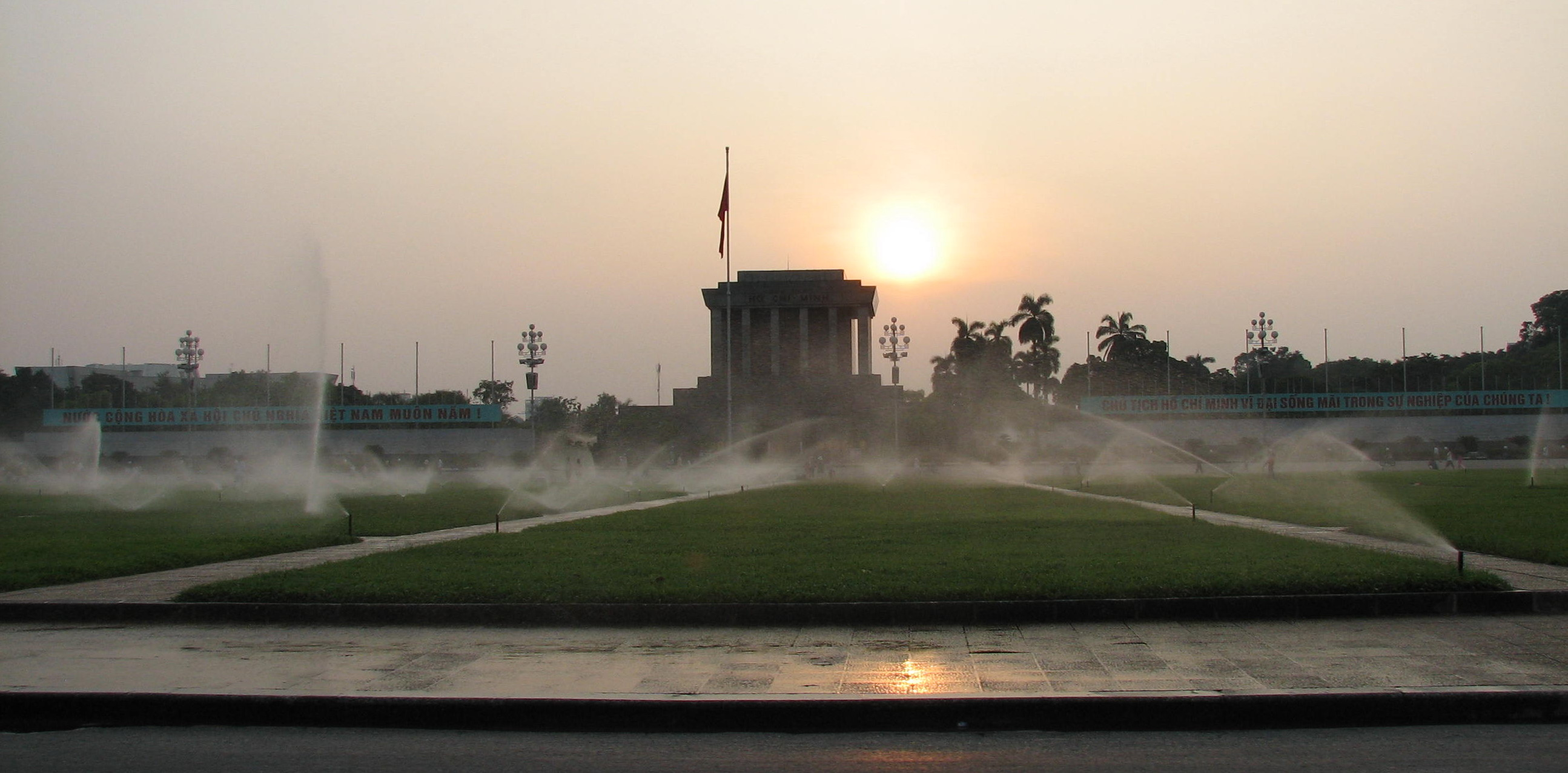
Het plein met op de achtergrond het Mausoleum van Hồ Chí Minh.

Quảng trường Ba Đình is de naam van een groot plein in Hanoi, Vietnam. Op het plein las Hồ Chí Minh in 1945 de onafhankelijkheidsverklaring van de Democratische Republiek van Vietnam. Vietnam werd toen onafhankelijk van de Unie van Indochina.
Aan het plein staat het mausoleum van Hồ Chí Minh, waar hij tegen zijn zin in ligt opgebaard. Hồ Chí Minh wilde gecremeerd worden. Dit zou hygiënischer zijn en het zou landbouwgrond schelen.